# Octave Uzanne
Louis Octave Uzanne (Auxerre, 14 de septiembre de 1851 - Saint-Cloud, 31 de octubre de 1931) fue un periodista, editor y escritor francés.
Se destacó por sus investigaciones bibliográficas en torno a los autores del siglo xviii. Publicó trabajos inéditos, sobre la base de registros biobibliográficos, de muchos autores, como Paradis de Moncrif y Benserade, Caylus y Besenval, el marqués de Sade y Baudelaire. Fundó la Société des Bibliophiles Contemporaines, de la que fue presidente. Escribió varias obras literarias y colaboró en periódicos como L'Écho, La Plume, La Dépêche de Toulouse, Le Mercure de France, Le Gaulois y Le Figaro de París. Otro de sus temas fue la discusión de la moda y la feminidad en el fin-de-siècle francés, en monografías y obras como Son Altesse la femme, Féminies y La Française du siècle. Sus obras personales también incluyen novelas y libros de fantasía, como Surprises du Caur (1882) y Contes pour les bibliophiles (1895).

## Biografía

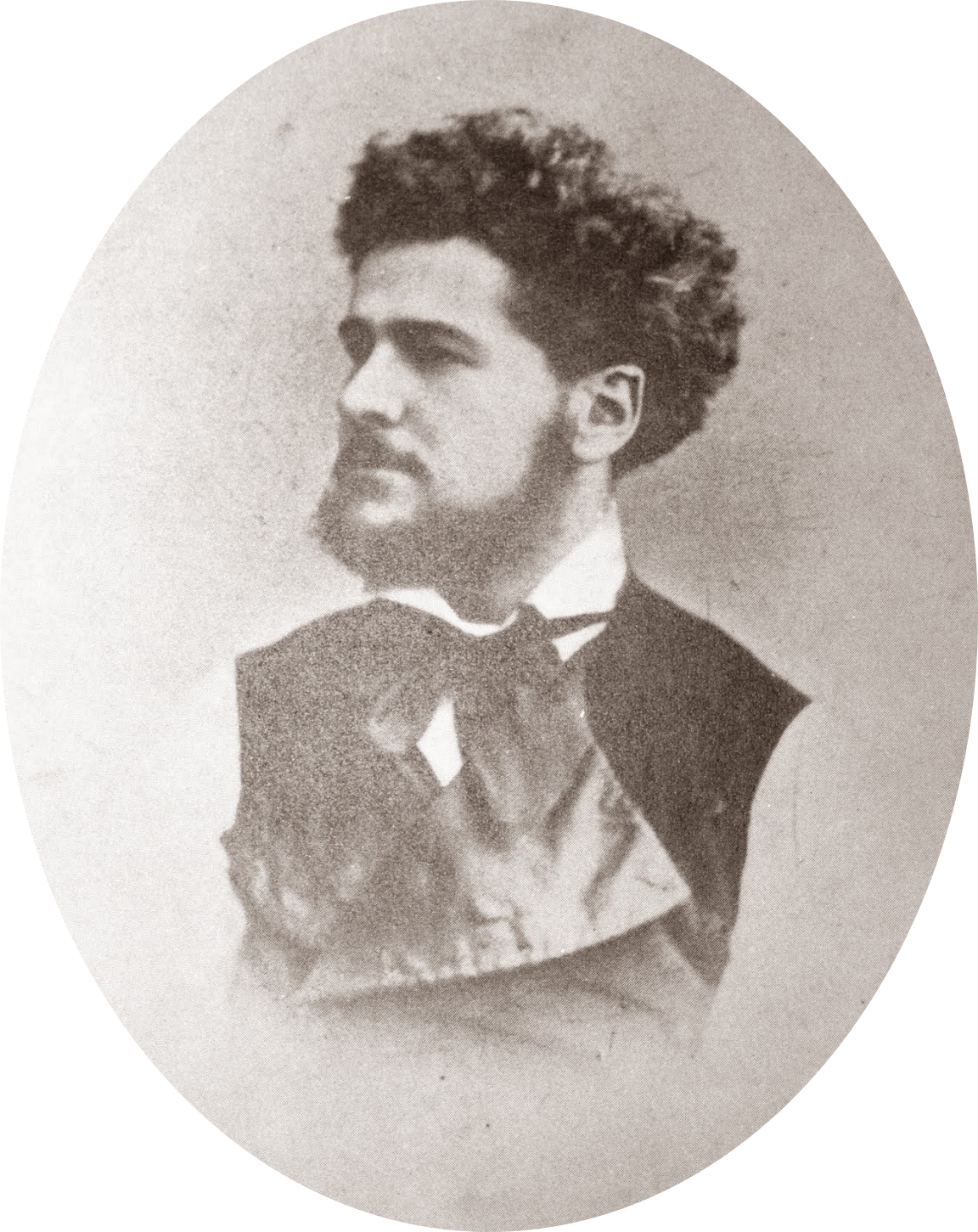
Octave Uzanne en 1875, a los 24 años.

Hijo del comerciante Charles-Auguste Omer Uzanne y Elisabeth Laurence Octavie, nació en Auxerre, en el seno de una familia burguesa originaria de Saboya; su hermano mayor, Joseph, había nacido el año anterior. Fue enviado a París luego de la muerte de su padre. Aunque sus estudios clásicos comenzaron en su pueblo natal, tras su traslado a París entró al Collège Rollin, un internado para los hijos de la clase alta francesa, pero durante la guerra franco-prusiana de 1870-1871 se incorporó a una escuela en Richmond (Inglaterra). Dejó inconclusos sus estudios en Jurisprudencia ya que abandonó esta carrera cuando obtuvo una herencia en 1872, la cual le permitiría en adelante costear sus intereses literarios.

### El bibliófilo y periodista
Se convirtió en un asiduo visitante de la Biblioteca del Arsenal, donde formó parte de un grupo de seguidores de su antiguo bibliotecario Charles Nodier, junto con el periodista Charles Monselet, el escritor Loredan Larchey y el bibliófilo Paul Lacroix (curador de manuscritos de la biblioteca). También se unió a la Société des Amis des Livres (Sociedad de Amigos de los Libros), la primera asociación de bibliófilos fundada en París desde la época de Bibliophiles François.

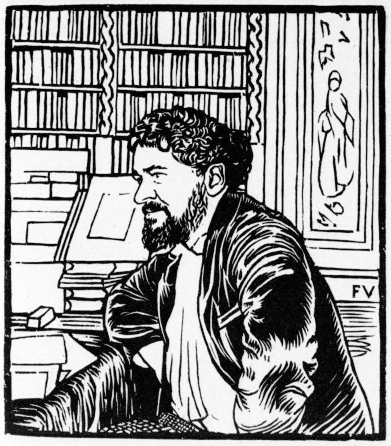
Retrato de Uzanne por Félix Vallotton (1892).

Después de abandonar la Société des Amis des Livres, que consideraba demasiado conservadora y muy preocupada por la reedición de las obras antiguas, fundó y presidió una nueva sociedad bibliográfica, la Société des bibliophiles contemporains (Sociedad de Bibliófilos Contemporáneos, 1889-1894), formada por 160 miembros, entre los que figuraron Georges Vicaire, los artistas Albert Robida y Paul Avril, o los escritores Jules Claretie y Jean Richepin; reconvertida en la Société des Bibliophiles Indépendants (Sociedad de Bibliófilos Independientes, 1896-1901). Uzanne también editó dos revistas, Conseiller du bibliophile (1876-1877) y Les Miscellanées Bibliographiques (1878-1880), y luego tres publicaciones periódicas centradas en la bibliografía: Le Livre: Bibliographie Moderne (1880–1889), Le Livre Moderne: Revue du Monde Littéraire et des Bibliophiles Contemporaines (1890–1891), y L'Art et l'Idée: Revue Contemporaine du Dilettantisme Littéraire et de la Curiosité (1892–1893). A principios de la década de 1890, fue considerado «[...] la mejor autoridad que los amantes de los libros conocen sobre temas especialmente interesantes para los amantes de los libros». No obstante, libros como Le Miroir du Monde o L'ombrelle – le gant – le manchon tuvieron críticas negativas en algunos periódicos debido a las ilustraciones de Avril.
A diferencia de los bibliófilos comunes de su tiempo, estaba más interesado en la creación de nuevas obras bibliófilas de lujo, para lo que colaboró estrechamente con impresores, encuadernadores, tipógrafos y artistas, especialmente los simbolistas y artistas del temprano modernismo. Entre ellos estaban los pintores James McNeill Whistler y Jules Barbey d'Aurevilly —quien escribió el prólogo de Le Bric-à-Brac de l'amour (1879)—, el escritor Jean Lorrain, y artistas de la joyería y el japonismo como Henri Vever. El grabador Félicien Rops también colaboró con él en muchos trabajos: ilustró algunos de sus libros y diseñó la portada de Le Livre Moderne; posteriormente lo llamaría «el sueño del bibliófilo». Otras obras de arte simbólico fueron Féminies (1896), en la que Rops ilustró muchas escenas de la vida mundana, o Son Altesse la femme (1885), en el que dibujó  una bruja desnuda en el capítulo sobre la mujer medieval. La calidad de los libros de Uzanne fue comentada en el New York Times en una revisión de su trabajo La Femme à Paris – nos contemporaines (1894): «El libro es un logro sumamente artístico en un sentido tipográfico [...] Este elemento artístico y el estilo del autor [...] elevan la obra desde su ámbito de utilidad hacia la esfera de la literatura pura. Seguirá siendo útil dentro de un siglo a partir de ahora a quienes estudien nuestra civilización». En la obra exploró las vidas de las mujeres en todos los niveles de la sociedad francesa de su época. Pero también, según Silverman, asoció el feminismo con un peligroso desenfreno de inversiones sexuales y sociales, sirviéndose para ello de una serie de fuentes médicas y filosóficas, con la pretensión de probar la incapacidad de la mujer para incorporarse a la vida pública y al mercado de trabajo, debido a su temperamento. Además indicó que la figura y los adornos femeninos eran esenciales en las artes decorativas francesas, algo que se iba perdiendo a principios del siglo xx.
La actividad bibliófica de Uzanne a principios de la década de 1880 coincidió con el gradual abandono de los métodos manuales de impresión de ilustraciones por métodos fotomecanizados. Su colección de libros bibliófilos contemporáneos fue vendida en 1894 por Hôtel Drouot. Contenía algunos de los mejores ejemplos de encuadernación francesa del siglo xix, realizada por encuadernadores como Charles Meunier, Lucien Magnin, Pétrus Ruban, Camille Martin, René Wiener y Victor Prouvé.
Como periodista, y empleando en ocasiones el seudónimo de «la Cagoule», escribió para L'Écho de Paris y otros periódicos. Colaboró además en el periódico antisemita La Libre Parole, dirigido por Édouard Drumont: en el artículo describió a Drumont como «el creador de uno de los mayores movimientos intelectuales en Francia». También en otras revistas francesas y extranjeras como The Studio, Magazine of Art y Scribner's Magazine, para la que escribió en 1894 el relato “The End of Books”, una profecía futurista donde planteaba que los libros quedarían obsoletos por la reciente invención del fonógrafo y predecía la aparición de la radio y la televisión. Estaba fascinado por la tecnología moderna y las posibilidades que ofrecía para la reproducción y difusión de palabras, sonidos e imágenes, que no solo puso de manifiesto en este artículo o en su pionera obra en la edición de libros, sino también en un artículo que escribió en 1893 para el diario francés Le Figaro, sobre una entrevista que hizo al presidente de los Estados Unidos Grover Cleveland, y al inventor Thomas Alva Edison en la Exposición Mundial Colombina de Chicago, donde fue testigo del funcionamiento del quinetoscopio poco antes de su salida al mercado.
Como crítico de arte, hizo varias reseñas sobre aguafuertes, como en una crítica al pintor e ilustrador francés Félix Buhot (1847-1898): «Buhot es un visionario obsesionado con el pintoresquismo de la vida moderna; nervioso en exceso, y torturado por una multitud de impresiones fugaces e ideas extrañas, sufría de una cruel incapacidad para reproducirlos a su antojo. [...]». 
Su estilo se caracterizaba por el uso de anglicismos y neologismos excéntricos.

### Comentarista de moda
Otro de sus intereses fue la moda femenina, sobre la que escribió una serie de libros y artículos —que también se tradujeron al inglés—; en particular, se centró en la apariencia ideal de «la Parisienne». En Uzanne se podía percibir un ansia por revivir el orgullo nacional francés, que compartía el resto de miembros de la generación posterior, que habían vivido de jóvenes la derrota contra Prusia en 1870, y que se reflejó en sus esfuerzos por promocionar una renovación de las artes decorativas. Uzanne opinó que «las mujeres burguesas casadas no solo debían decorar las paredes de sus casas, sino también cultivar el lujo y el arte en un adorno ignorado por sus predecesoras aristocráticas: sus prendas interiores». Creía que el erotismo del ambiente teatral ya no era el de antaño y que este se había vuelto «más moral, más burgués». Su primer libro sobre moda fue L'Éventail (1882), una historia ilustrada sobre los abanicos. Admitió que su libro «no es de ninguna manera una obra de la poderosa sabiduría y erudición», sino simplemente el primero de una serie proyectada de «pequeños libros de tocador».
Su siguiente libro, L'ombrelle, le gant, le Manchón (1883), también fue ilustrado en estilo rococó por Paul Avril; en una de sus líneas destaca uno de los accesorios de la ropa femeninas: «¡El manguito! Solo con mencionar su nombre se nos viene en mente algo adorable, suave y voluptuoso». No logró escribir su libro sobre zapatos y medias, aunque más tarde publicó Les ornements de la femme (1892), que reproducía en un solo volumen los textos combinados de L'Éventail y L'ombrelle, le gant, le Manchón. Su Monument esthématique du XIXe siècle: Les Modes de Paris, publicada en 1898, fue traducida como Fashions in Paris, ya que —de acuerdo con la reseña en el New York Times— suponía «[...] la obra más completa y exhaustiva sobre el tema de las modas francesas que haya aparecido». Sin embargo quería volver a instaurar la cultura íntima y femenina del rococó —aunque el transcurso de su vida cambió por el modernismo—, y criticó la «severidad sartorial» de la femme nouvelle.

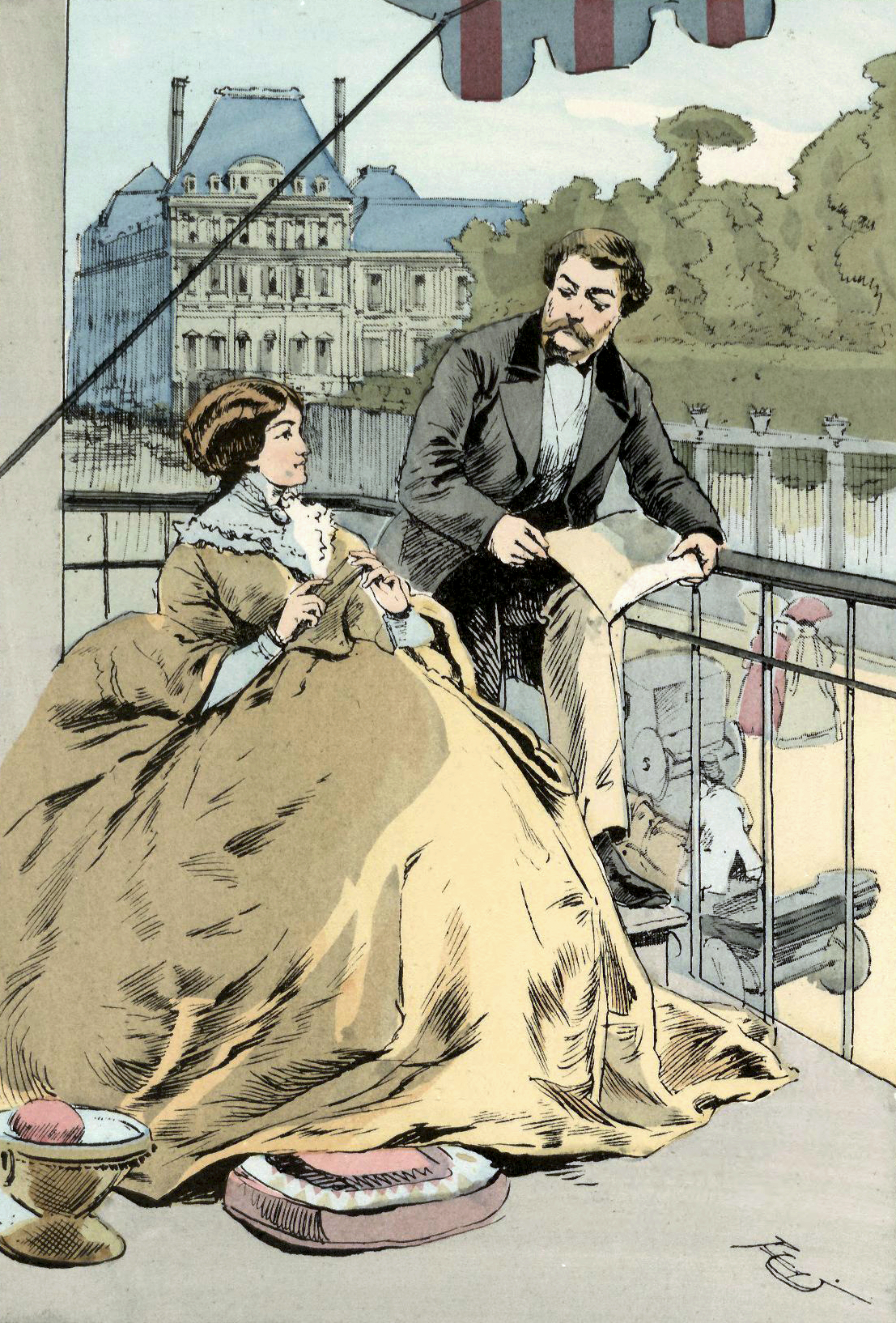
Ilustración «En un balcón en la Rue de Rivoli» de
François Courboin, en Les Modes de Paris (1898). La obra contiene más de cien ilustraciones a página completa de paseos en el Bosque de Boulogne y exposiciones anuales de pintura en el Museo del Louvre.

En un par de capítulos de La Française du siècle (1886) describió la moda y vestimenta aristocrática de la Francia de finales del siglo xviii, durante la Revolución francesa; en algunas de sus páginas exhibió la «frivolidad de las mujeres» durante aquellos años. Por ejemplo, en un capítulo sobre una de las etapas de la Revolución francesa —conocida como el Directorio— incluyó descripciones de costumbres tales como el bal des victimes («bailes de las víctimas»): en estos bailes asistían únicamente personas que tenían al menos un pariente que había sido guillotinado durante el reinado del Terror. Escribió que las mujeres se cortaban el cabello, como si fueran a ser guillotinadas; algunas incluso llevaban una cinta roja alrededor del cuello. Más tarde, republicó lo que en esencia es el mismo libro pero con diferente título, tanto en francés como en inglés: La Femme et la mode. Métamorphoses de la parisienne de 1792 à 1892 o Woman and Fashion: Metamorphoses of the Parisienne 1792-1892 en la versión inglesa (1892), y Les Modes de Paris. Variations du goût et de l'esthétique de la femme, 1797-1897 (1897).

### Últimos años
La vida teatral y nocturna de Francia también fue parte de sus críticas: poco antes de la Primera Guerra Mundial, escribió que «el público estaba acostumbrado a la vida irregular de una actriz ... y que cada espectador se daba el placer de imaginar un posible enlace con una de las reinas de las candilejas». Su producción literaria a principios del siglo xx se redujo a artículos en revistas de entidad menor y ediciones baratas en formato reducido de sus libros; por ejemplo, su libro L'art et les artifices de la beauté (1902) solo contenía ilustraciones en blanco y negro. 
No se casó, de hecho terminaría elogiando la vida del celibato; sin embargo, según sugiere Remy de Gourmont y en relación con sus obras sobre la mujer, no habría sido de ese tipo de autores que «exaltaban la ambrosía sin haberla probado». Los sentimientos de Uzanne hacia la mujer, así como los de Jules Barbey d'Aurevilly, eran de naturaleza ambivalente, al mezclarse en ellos atracción e indiferencia. También exploró el concepto de la mujer artista, compartiendo el pensamiento según el cual la mujer carecería de capacidad creativa, al considerarla una cualidad asociada a los hombres: «El fisiólogo curioso y paradójico [¿Cesare Lombroso?] ha llegado a afirmar que la mujer con genio no existe, y que cuando el genio se manifiesta es un engaño de la naturaleza; en este sentido, ellas son hombres. [...]». Siguiendo esa línea, Uzanne opinó que las mujeres artistas llenarían de mediocridad los estudios y las exposiciones de pintura y escultura, un argumento de que la diferencia de género es la base de la creatividad.
Silverman menciona que se convirtió en el «arquetipo de hombre de la Belle Époque», un «atractivo caballero con barba» (joli monsieur avec une barbe) admirado por Félicien Rops y un «elegante narrador» (l'élégant conteur) según Anatole France. También señala un contraste entre el lado esnob, dandi y reaccionario de Uzanne, con una predilección por autores olvidados de los siglos xvii y xviii, y el que este a su vez fuera un innovador artista del libro y bibliófilo, opuesto al coleccionismo anticuario de la «vieja guardia», formada por bibliófilos —en su mayor parte aristócratas— que se organizaron en la Société des Bibliophiles François. Pasó sus últimos años en su apartamento en Saint-Cloud, en donde falleció el 21 de octubre de 1931. Sus restos fueron incinerados en el crematorio y cementerio del Père-Lachaise.

## Influencias
Uzanne tuvo una notable influencia en los círculos literarios de su época. Fue una persona extraña e interesante cuya vida cruzó con una serie de figuras literarias, artísticas y bohemias, desde el poeta Mallarmé hasta el pornógrafo Félicien Rops. Al mismo tiempo se consagró como un historiador de la moda, que creía ser un experto en la psicología femenina, y en su obra revela mucho sobre la cultura del fin-de-siècle francés. Uno de los escritores con los que se relacionó escribió:

Espíritu seductor, de encajes y perifollos, M. Uzanne ha tocado las Bellas Letras, mimado la Historia, irritado la Psicología y coqueteado con la Crítica. Ha hecho de la erudición más íntima, de la literatura maquillada y empolvada la más galante del mundo. Nos ha narrado l’Éventail, l’Ombrelle, los más encantadores artificios de la belleza femenina, trivialidades agradables de las que aprecio todo el encanto, aunque puedan ser un acercamiento insuficiente a los estudios más estrictos del estilo.
Albalat, 1905, p. 211. 

De Gourmont, otro de sus colaboradores, describió en Souvenirs du symbolisme et autres étude los tópicos que Uzanne estimaba y sobre los que escribió gran parte de su obra: las mujeres y los libros.

Uzanne está interesado en todo, pero para entrar en materia, uno se da cuenta de que el arte es lo que domina sus diversas preocupaciones. Me acomodó los libros del cuarto de estudio, como el baño de una mujer. El libro y la mujer, se trataba de los primeros amantes de Uzanne, y yo no creo que él los haya repudiado porque la biblioteca siempre está llena de libros valiosos y raros, y el primer libro que quería editar y repetir para el público en general era, precisamente, una monografía de la Parisienne. [...] Uno pensaría en Sébastien Mercier y Restif de la Bretonne, y no es nada malo. Entre estos dos grandes observadores de las costumbres francesas y el corazón humano tiene su lugar natural Octave Uzanne.
de Gourmont, 1927, pp. 130, 135. 

Se puede concluir, 130 años después de la publicación de The End of Books, que las predicciones de Uzanne sobre la desaparición del libro no fueron del todo ciertas. En un artículo en Revue franco-allemande, Uzanne subrayó la importancia de los libros:

“La literatura, dijo de Bonald, es la expresión de la sociedad”, pero la sociedad pasa, se transforma, se suprime y todo lo que era o refleja su expresión se desvanece gradualmente y desaparece —los libros este tiempo serán para las generaciones futuras, pues se trata de un peso muerto que disminuirá con el rápido avance—.

## Obras
Obras bibliográficas

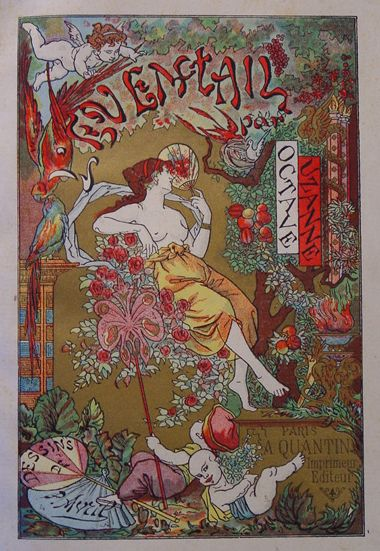
Portada de L'éventail (1882), escrito por Uzanne con ilustración de Paul Avril.

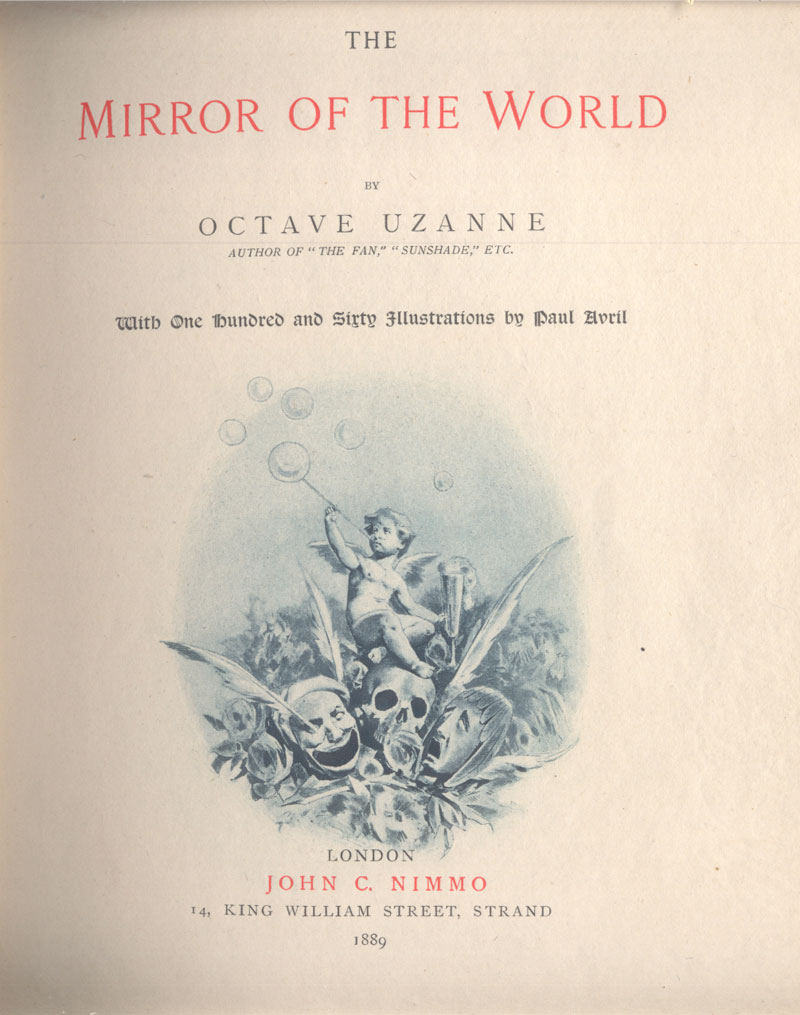
Portadilla de The Mirror of the World, edición inglesa.

- 1875–1878: Poètes de ruelles au XVIIe siècle, 4 volúmenes editados por Uzanne, impresos por Damase Jouast: seguidos de Les Petits Conteurs du XVIIIe siècle, 12 volúmenes editados por Uzanne, y Documents sur les Moeurs du XVIIIe siècle, 4 volúmenes editados por Uzanne
- 1875: edición de La guirlande de Julie, publicado por Librairie des Bibliophiles

Monografías sobre arte y literatura
- 1878: Les Caprices d'un bibliophile, publicados por Édouard Rouveyre
- 1879: Le bric-à-brac de l'amour, ilustrados por Adolphe Lalauze, con prólogo de Jules Amédée Barbey d'Aurevilly, publicados por Édouard Rouveyre
- 1880: Le Calendrier de Vénus
- 1881: Les Surprises du coeur, ilustrados por Paul Avril, publicados por Édouard Rouveyre
- 1882: Les Surprises du coeur
- 1886: Nos amis les livres. Causeries sur la littérature curieuse et la librairie, publicado por Quantin
- 1888: Les Zigzags d'un curieux. Causeries sur l'art des livres et la littérature d'art, publicado por Quantin
- 1887: La Reliure moderne artistique et fantaisiste. Traducido al español como La Encuadernación moderna, artística y caprichosa (2012) por la editorial sevillana Point de Lunettes
- 1888: Le Miroir du Monde: notes et sensations de la vie pittoresque, ilustrado por Paul Avril, publicado por Quantin; publicado en inglés como The Mirror of the World, traducido por John C. Nimmo en 1889
- 1893: Vingt jours dans le Nouveau Monde, publicado por May et Motteroz
- 1893: Bouquinistes et bouqineurs: physiologie des quais de Paris, du Pont-Royal au Pont Sully, publicado por May et Motteroz; traducido como The Bookhunter in Paris, por Elliot Stock, 1895
- 1895: Contes pour les bibliophiles, en coautoría con Albert Robida,[68] tipografía por George Auriol
- 1896: Dictionnaire bibliosophique, typologique, iconophilesque, bibliopégique et bibliotechnique a l'usage des bibliognostes, des bibliomanes et des bibliophlistins, publicado por Uzanne
- 1896: Contes de la Vingtième Année. Antología de Bric à Brac de l'Amour, Calendrier de Vénus, y Surprises du Cæur, publicados por Floury.
- 1897: La Nouvelle Bibliopolis: voyage d'un novateur au pays des néo-icono-bibliomanes, ilustrado por Félicien Rops, publicado por Floury
- 1898: L'Art dans la décoration extérieure des livres en France et à l'etranger. Les Couvertures illustrées, les Cartonnages d'Editeurs, la Reliure d'Art, en coautoría con Louis Guingot
- 1904: The French bookbinders of the eighteenth century, Chicago, Caxton Club, traducido por Mabel McIlvaine.
- 1908: Drawings by Watteau, Londres, George Newnes
- 1911: Sottisier des moeurs, publicado por Émile Paul
- 1912: La Locomotion à travers le temps, les moeurs et l'espace
- 1914: Instantanés d'Angleterre, publicado por Payot

Obras sobre moda
- 1882: L'éventail: ilustrado por Paul Avril, publicado por Quantin; publicado en inglés como The Fan, traducido por John C. Nimmo en 1884
- 1883: L'Ombrelle – Le Gant – Le Manchon, ilustrado por Paul Avril, publicado por Quantin; publicado en inglés como The sunshade, muff, and glove, traducido por John C. Nimmo en Londres en 1883
- 1885: Son Altesse la Femme, publicado en París
- 1886: La Française du siècle: modes, moeurs, usages, ilustrado por Albert Lynch, publicado por Quantin, republicado en 1893: publicado en inglés como The Frenchwoman of the Century, John C. Nimmo, Londres; también publicado por Routledge en 1887
- 1892: la Femme et la mode
- 1892: Les ornements de la femme: edición combinada de L'éventail y L'ombrelle – le gant – le manchon, publicado en París por Quantin
- 1894: La Femme à Paris – nos contemporaines, ilustrado por Pierre Vidal, con portada de Léon Rudnicki, publicado por Quantin; publicado en inglés en 1894 por Heinemann
- 1896: Badauderies parisiennes, Les rassemblements, Physiologies de la rue, ilustrado por Félix Vallotton, prefacio por Uzanne, publicado por Uzanne

Obras personales
- 1890: Le Paroissien du Célibataire
- 1895: Coiffures de style : la parure excentrique, époque Louis XVI
- 1896: Féminies : huit chapitres inédits dévoués à la femme, à l'amour, à la beauté, en colaboración con Sibylle Gabrielle Riqueti de Mirabeau (Gyp), Abel Hermant, Henri Lavedan y Marcel Schwob.
- 1898: Monument esthématique du XIXe siècle: Les Modes de Paris, variations du goût et de l'esthétique de la femme, 1797–1897, ilustrado por François Courboin, publicado por L.-H. May; traducido al inglés como Fashion in Paris por Lady Mary Lloyd, publicado por Heinemann, Londre en 1898: republicado en 1901 en una edición más barata
- 1900: L'art et les artifices de la beauté (quinta edición en 1902)
- 1910: Études de sociologie féminine: Parisiennes de ce temps et leurs divers milieux, états et conditions, publicado por Mercure de France; traducido al inglés en 1912 como The Modern Parisienne por Heinemann, Londres, y por G. P. Putnam's Sons, Nueva York; traducido al alemán como Die Pariserin. Studien zur Geschichte der Frau der Gesellschaft der Französischen Galanterie und der Zeitgenössischen Sitten. en 1929 por Paul Aretz, Dresde.

También contribuyó con artículos, prólogos o comentarios en otros libros, como un apéndice en la traducción inglesa de Mémoires de deux jeunes mariées de Honoré de Balzac (The two young brides, 1902), que tuvo como tema sus retratos:

[Cuando Balzac murió] Nunca tuvo un rostro más noble, más magníficamente juvenil, más poderoso en su reposo, que ese, la imagen que nos ha legado Eugène Giraud.
Octave Uzanne, The two young brides, p. 367